# 董鹏
董鹏，中华人民共和国政治人物、全国脱贫攻坚先进个人。

## 生平
董鹏任代县上馆镇橙草沟村第一书记，山西省地方政府债务监测评估中心二级主任科员。因在脱贫攻坚战中作出突出贡献，2021年2月25日全国脱贫攻坚总结表彰大会上，董鹏被授予“全国脱贫攻坚先进个人”。